# Jan Meijer
Jan Meijer (eigentlich Johannes Michaël Meijer; * 8. Juni 1921 in Amsterdam; † 21. Oktober 1993 ebd.) war ein niederländischer Sprinter.
Bei den Olympischen Spielen in London schied er über 100 m im Vorlauf aus und wurde Sechster in der 4-mal-100-Meter-Staffel.
Seine persönliche Bestzeit über 100 m von 10,8 s stellte er 1948 auf.